# Neher-Laboratorium

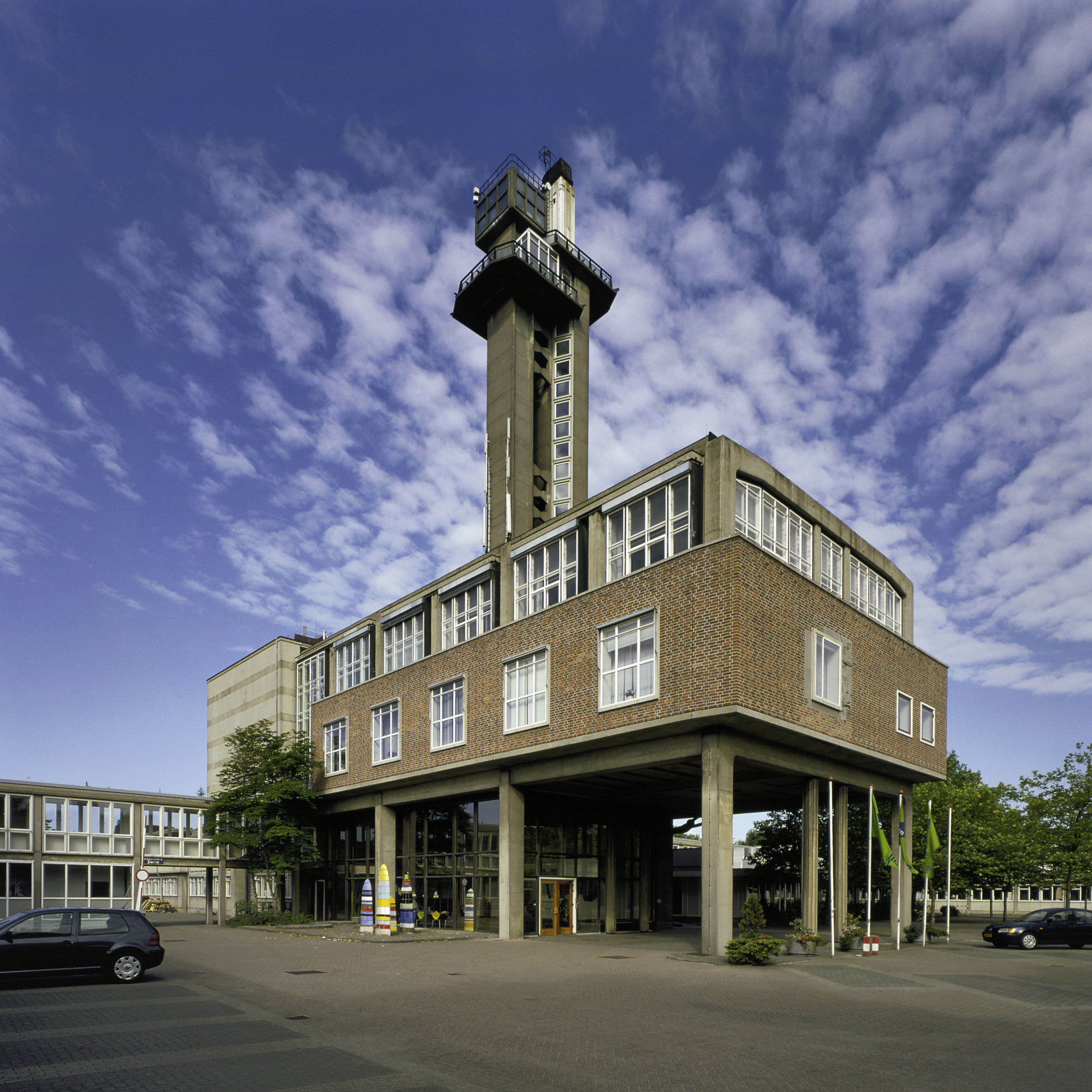
Wahrzeichen des Labors ist der in der Mitte stehende fünfzig Meter hohe Turm (2002)

Das Dr. Neher-Laboratorium (niederländisch Dr. Neherlaboratorium, kurz: Neher Lab) war von 1946 bis 2002 die Forschungseinrichtung des niederländischen staatlichen Telekommunikationsunternehmens PTT. Sitz war Leidschendam nahe Den Haag in Südholland.

## Geschichte

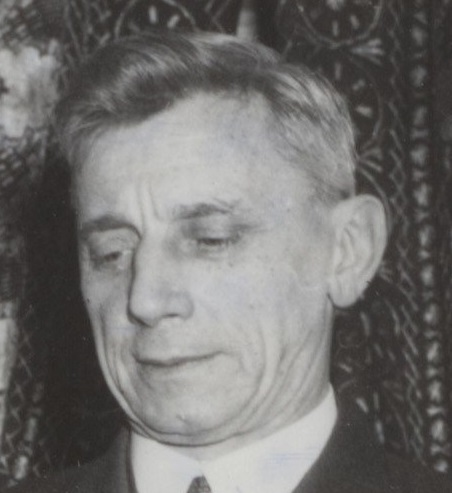
Lambertus Neher, Generaldirektor der PTT, war der Namenspate des Labors (1951)

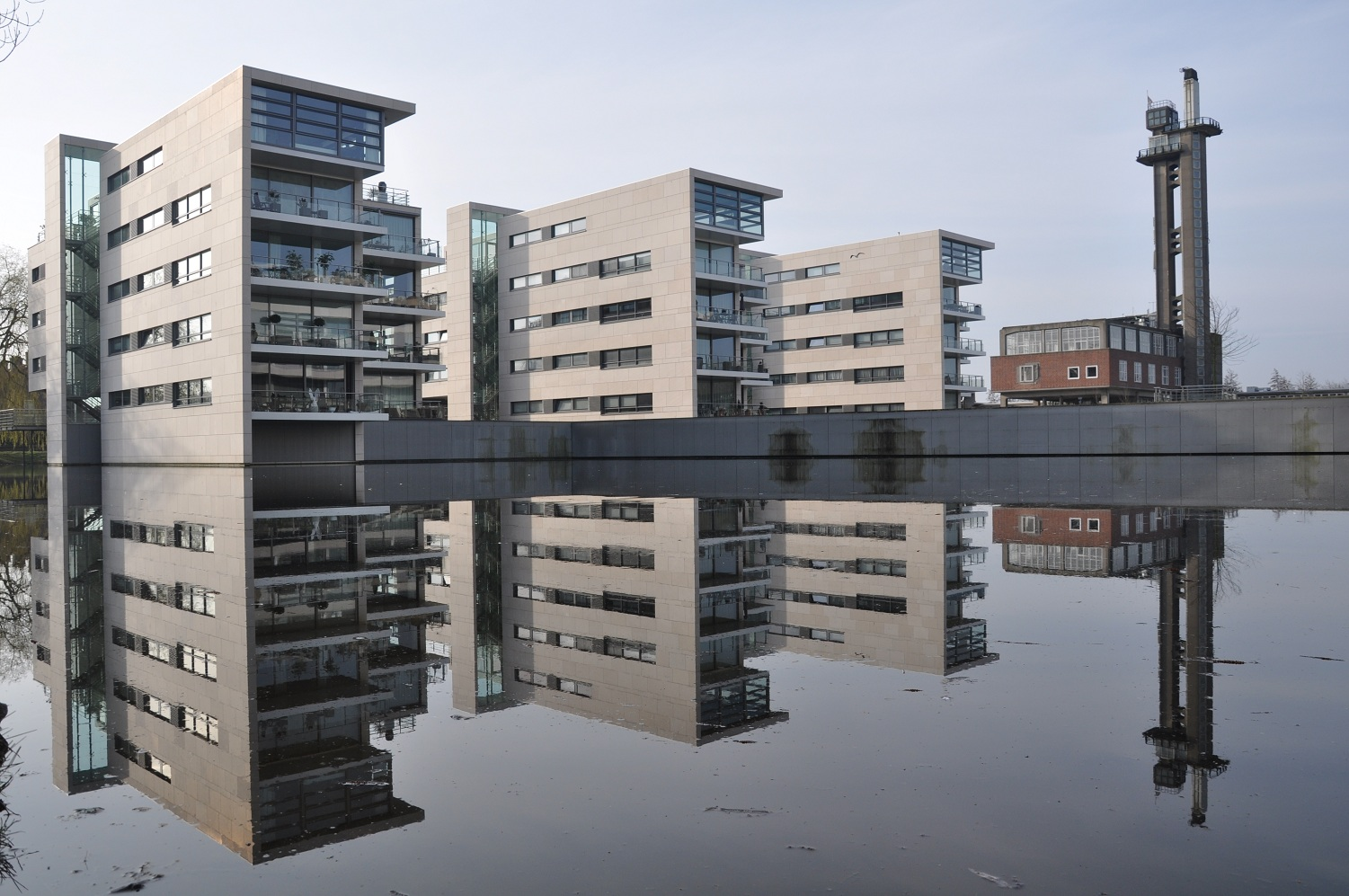
Der Neherpark, eine moderne Wohnanlage, wurde auf dem früheren Laboratoriumsgelände errichtet (2011). Der Turm des Labors (rechts) steht noch und gehört zu den hundert denkmalgeschützten Gebäuden der Niederlande aus der Zeit von 1940 bis 1958.

Gegründet wurde das Laboratorium von der PTT (Posterijen, Telegrafie en Telefonie) am 19. Juli 1946 unter dem Namen Centraal Laboratorium (Zentrallabor). Im Jahr 1955 bekam es seinen neuen Namen nach Lambertus Neher (Bild) (1889–1967), der von 1949 bis zu seiner Pensionierung im Jahr 1954 Generaldirektor der PTT war.
Im Jahr 1989 wurde die zuvor staatliche PTT privatisiert und deren Telekommunikationsbereich als KPN (Königliche Post- und Telefongesellschaft der Niederlande) abgespalten. Im Jahr 1994 wurde das Neherlabor in KPN Research umbenannt. Im Jahr 2000 fusionierte es mit KPN Valley. Zu Beginn des Jahres 2003 schließlich wurden deren Forschungsaktivitäten von der Niederländischen Organisation für Angewandte Naturwissenschaftliche Forschung (TNO) übernommen.
Auf dem Gelände des Laboratoriums wurde inzwischen eine moderne Wohnanlage errichtet (Bild unten).